# Les Mercenaires (film, 1976)
Pour plus de détails, voir Fiche technique et Distribution.
Les Mercenaires (titre original : Killer Force) est un film américano-irlando-suisse de Val Guest sorti en 1976.

## Synopsis
En Afrique du Sud, un groupe de mercenaires élabore un plan pour dérober des diamants découverts dans une mine.

## Fiche technique
- Titre original : Killer Force
- Titre alternatif : The Diamond Mercenaries
- Réalisation : Val Guest
- Scénario : Michael Winder, Val Guest et Gerald Sanford
- Directeur de la photographie : David Millin
- Montage : Bill Butler (en)
- Musique : Georges Garvarentz
- Production : Nat et Patrick Wachsberger (de)
- Genre : Film d'action, Film d'aventure
- Pays :  États-Unis,  Irlande,  Suisse
- Durée : 102 minutes
- Lieu de tournage :  Afrique du Sud
- Dates de sortie :
  - États-Unis :
    - 14 janvier 1976 (Los Angeles)
    - 16 janvier 1976 (Minnesota)
    - 10 mars 1976 (New York)

  - France : 26 mai 1976
  - Afrique du Sud : 3 juin 1976
  - Royaume-Uni : 4 juillet 1977
- Affiche : Macario Gómez Quibus (Espagne)

## Distribution
- Telly Savalas (VF : Henry Djanik) : Harry Webb
- Peter Fonda (VF : Bernard Tiphaine) : Mike Bradley
- Hugh O'Brian (VF : Pierre Hatet) : John Lewis
- Christopher Lee (VF : Gabriel Cattand) : le major Chilton
- O.J. Simpson (VF : Med Hondo) : « Bopper » (Bobby en VF) Alexander
- Maud Adams (VF : Annie Sinigalia) : Clare Chambers
- Ian Yule (VF : Serge Sauvion) : Edward Woods
- Michael Mayer : Paul Adams
- Victor Melleney (VF : Claude Joseph) : Ian Nelson
- Richard Loring (VF : Claude Giraud) : Roberts
- Stuart Brown (VF : Yves Brainville) : Chambers
- Marina Christelis (VF : Béatrice Delfe) : Danielle
- Frank Shelley (VF : Georges Atlas) : Pop (Papa en VF) Keller
- Peter van Dissel : Rick
- Cocky Tlhotlhalemaje (VF : Robert Liensol) : Franklyn
- Don McCorkindale (VF : Daniel Gall) : l'opérateur radio de la base